# یورگ یاکشه
یورگ یاکشه (انگلیسی: Jörg Jaksche؛ زادهٔ ۲۳ ژوئیهٔ ۱۹۷۶ ‏(۴۸ سال)) دوچرخه‌سوار اهل آلمان است.
از باشگاه‌هایی که در آن بازی کرده‌است می‌توان به تیم اونسه و تیم تینکوف اشاره کرد.